# 2005-ös Formula–1 török nagydíj
A török nagydíj volt a 2005-ös Formula–1 világbajnokság tizennegyedik futama, amelyet 2005. augusztus 21-én rendeztek meg a török Istanbul Racing Circuiten, Isztambulban.

## Időmérő edzés
Kimi Räikkönen érte el a pole-t 1:26,797-del Fisichella és Alonso előtt. Michael Schumacher az időmérőn a 9-es kanyarban kicsúszott, majd motorcsere miatt 10 helyes rajtbüntetést kapott, ahogy Karthikeyan és Szató is.
| Helyezés | Versenyző            | Csapat/Motor      | Idő        | Különbség |
| -------- | -------------------- | ----------------- | ---------- | --------- |
| 1        | Kimi Räikkönen       | McLaren-Mercedes  | 1:26.797   | –         |
| 2        | Giancarlo Fisichella | Renault           | 1:27.039   | + 0.242   |
| 3        | Fernando Alonso      | Renault           | 1:27.050   | + 0.253   |
| 4        | Juan Pablo Montoya   | McLaren-Mercedes  | 1:27.352   | + 0.555   |
| 5        | Jarno Trulli         | Toyota            | 1:27.501   | + 0.704   |
| 6        | Nick Heidfeld        | Williams-BMW      | 1:27.929   | + 1.132   |
| 7        | Mark Webber          | Williams-BMW      | 1:27.944   | + 1.147   |
| 8        | Felipe Massa         | Sauber-Petronas   | 1:28.419   | + 1.622   |
| 9        | Ralf Schumacher      | Toyota            | 1:28.594   | + 1.797   |
| 10       | Christian Klien      | Red Bull-Cosworth | 1:28.963   | + 2.166   |
| 11       | Rubens Barrichello   | Ferrari           | 1:29.369   | + 2.572   |
| 12       | David Coulthard      | Red Bull-Cosworth | 1:29.764   | + 2.967   |
| 13       | Jenson Button        | BAR-Honda         | 1:30.063   | + 3.266   |
| 14       | Szató Takuma         | BAR-Honda         | 1:30.175   | + 3.378   |
| 15       | Tiago Monteiro       | Jordan-Toyota     | 1:30.710   | + 3.913   |
| 16       | Christijan Albers    | Minardi-Cosworth  | 1:32.186   | + 5.389   |
| 17       | Robert Doornbos      | Minardi-Cosworth  | idő nélkül |           |
| 18       | Jacques Villeneuve   | Sauber-Petronas   | idő nélkül |           |
| 19       | Narain Karthikeyan   | Jordan-Toyota     | idő nélkül |           |
| 20       | Michael Schumacher   | Ferrari           | idő nélkül |           |

* Szató Takuma idejét törölték, mert az időmérő edzésen feltartotta Mark Webbert. Ezenkívül tízhelyes rajtbüntetést is kapott motorcsere miatt.
† Narain Karthikeyan tízhelyes rajtbüntetést kapott motorcsere miatt.
‡ Michael Schumacher kicsúszott a 9-es kanyarban, így nem tudta befejezni gyorskörét. Emellett tízhelyes rajtbüntetést is kapott motorcsere miatt.

## Futam
A finn vasárnap dominálva a versenyt, győzött. A futam utolsó köreiben a második helyezett Juan Pablo Montoya hibázott és Alonso mögé, a 3. helyre esett vissza, így a McLaren-Mercedesnek nem sikerült a kettős győzelmet megszereznie. A dobogósok mögött Fisichella, Button, Trulli, Coulthard és Klien végzett pontszerzőként.
A leggyorsabb kört Montoya autózta 1:24,770-nel.
| Helyezés | Rajtszám | Versenyző            | Csapat/Motor      | Futott kör | Idő/Kiesés oka | Rajthely | Pont |
| -------- | -------- | -------------------- | ----------------- | ---------- | -------------- | -------- | ---- |
| 1        | 9        | Kimi Räikkönen       | McLaren-Mercedes  | 58         | 1h24:34.454    | 1        | 10   |
| 2        | 5        | Fernando Alonso      | Renault           | 58         | + 18.609       | 3        | 8    |
| 3        | 10       | Juan Pablo Montoya   | McLaren-Mercedes  | 58         | + 19.635       | 4        | 6    |
| 4        | 6        | Giancarlo Fisichella | Renault           | 58         | + 37.973       | 2        | 5    |
| 5        | 3        | Jenson Button        | BAR-Honda         | 58         | + 39.304       | 13       | 4    |
| 6        | 16       | Jarno Trulli         | Toyota            | 58         | + 55.420       | 5        | 3    |
| 7        | 14       | David Coulthard      | Red Bull-Cosworth | 58         | + 1:09.296     | 12       | 2    |
| 8        | 15       | Christian Klien      | Red Bull-Cosworth | 58         | + 1:11.622     | 10       | 1    |
| 9        | 4        | Szató Takuma         | BAR-Honda         | 58         | + 1:19.987     | 20       |      |
| 10       | 2        | Rubens Barrichello   | Ferrari           | 57         | + 1 kör        | 11       |      |
| 11       | 11       | Jacques Villeneuve   | Sauber-Petronas   | 57         | + 1 kör        | 16       |      |
| 12       | 17       | Ralf Schumacher      | Toyota            | 57         | + 1 kör        | 9        |      |
| 13       | 20       | Robert Doornbos      | Minardi-Cosworth  | 55         | + 3 kör        | 17       |      |
| 14       | 19       | Narain Karthikeyan   | Jordan-Toyota     | 55         | + 3 kör        | 18       |      |
| 15       | 18       | Tiago Monteiro       | Jordan-Toyota     | 55         | + 3 kör        | 14       |      |
| Ki       | 21       | Christijan Albers    | Minardi-Cosworth  | 48         | Kiállt         | 15       |      |
| Ki       | 1        | Michael Schumacher   | Ferrari           | 32         | Kiállt         | 19       |      |
| Ki       | 8        | Nick Heidfeld        | Williams-BMW      | 29         | Defekt         | 6        |      |
| Ki       | 12       | Felipe Massa         | Sauber-Petronas   | 28         | Motorhiba      | 8        |      |
| Ki       | 7        | Mark Webber          | Williams-BMW      | 20         | Defekt         | 7        |      |

## A világbajnokság élmezőnyének állása a verseny után
| H  | Versenyzők         | Pont | H  | Konstruktőrök    | Pont |
| -- | ------------------ | ---- | -- | ---------------- | ---- |
| 1. | Fernando Alonso    | 95   | 1. | Renault          | 130  |
| 2. | Kimi Räikkönen     | 71   | 2. | McLaren-Mercedes | 121  |
| 3. | Michael Schumacher | 55   | 3. | Ferrari          | 86   |
| 4. | Juan Pablo Montoya | 40   | 4. | Toyota           | 71   |
| 5. | Jarno Trulli       | 39   | 5. | Williams-BMW     | 52   |

## Statisztikák
Vezető helyen:
- Kimi Räikkönen: 58 (1 - 58).

Kimi Räikkönen 7. győzelme, 7. pole-pozíciója, Juan Pablo Montoya 12. leggyorsabb köre.
- McLaren 144. győzelme.